# 男女の賃金差

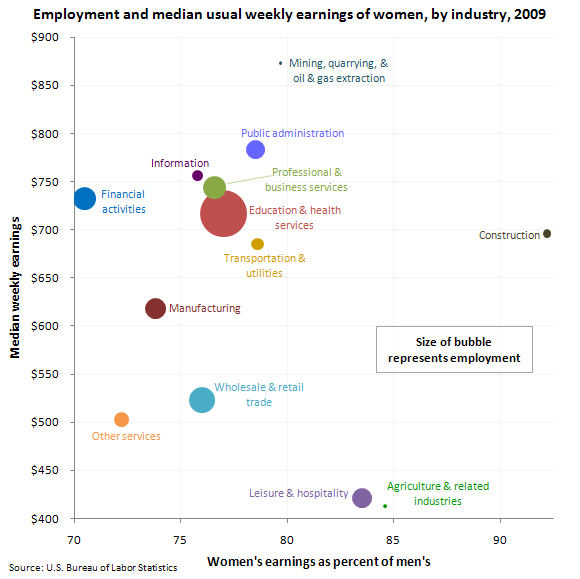
米国における産業別の男女の就労者数と賃金の差（2009年）

男女の賃金差（だんじょのちんぎんさ, gender pay gap, gender wage gap）とは、男性と女性の賃金差であり、OECDでは男性の賃金の何パーセントにあたるか表される。欧州委員会では、男女の平均時給の差として定義されている。これが男女差によるものか、ライフスタイルの選択による暗黙の差別なのか（労働時間数、産休による）、それともはっきりとした差別であるのか、これには議論がある。

## 統計

### OECD
OECDの Employment Outlook 2008年度レポートでは、女性の就業率は大幅に上昇しており、男女の就業率差と賃金差はどの国でも小さくなってきているが、いまだ女性は男性に比べ仕事を得られる機会が平均的に20%低く、賃金も同一労働の男性より17%低くなっている。
さらにレポートでは以下のように述べている。

多くの国では、労働市場における差別－－すなわち特定のグループに属するというだけで、同一生産性であっても不平等な扱いをうけること－－は、いまだ依然として雇用格差と雇用機会の質の向上のための重要な要素である。...Employment Outlookのこの版ではその証拠を挙げる...

...OECD諸国において賃金差の30%は、労働市場における差別的慣行によって説明できることを示唆している
2020年において、日本はOECD諸国中で韓国、イスラエルに次いで、３番目に男女の賃金差が大きい。

各国の雇用者における男女賃金差

### ヨーロッパ連合

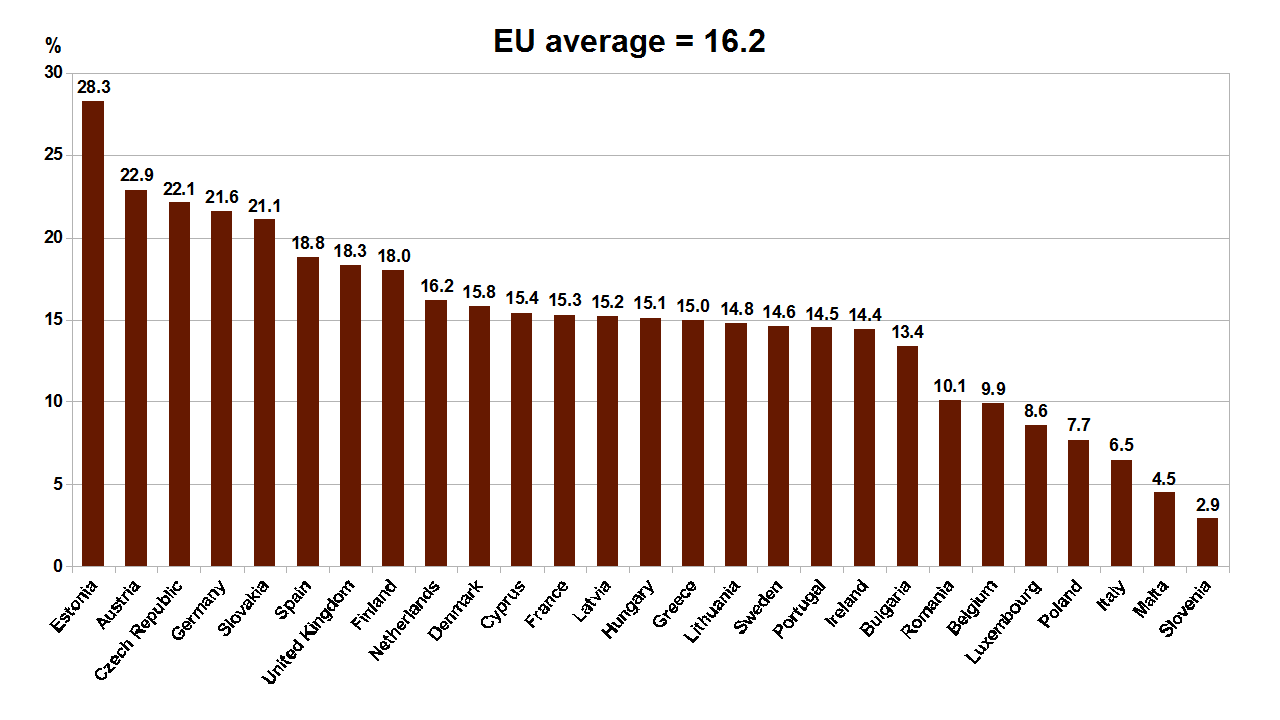
男女の賃金差（ユーロスタット,2014年）

男女の賃金差は、欧州連合レベルでは、その経済全体における平均時給の差として定義される。Eurostatによれば、EU加盟27カ国の平均では17.5%の賃金差が残されていた（2008念）。イタリア、スロベニア、マルタ、ルーマニア、ベルギー、ポルトガル、ポーランドでは10%以下であるが、一方でスロベニア、オランダ、チェコ、キプロス、ドイツ、英国、ギリシャでは20%以上、エストニア、オーストリーでは25%以上であった。
英国において、男女の賃金差の要因となる主要ファクターには、パートタイム雇用、教育、雇用主会社の規模、職業上の部門（女性は管理職や高度専門職部門では過小評価される）であった。

### 日本
厚生労働省「平成29年賃金構造基本統計調査」によれば、一般労働者の賃金は、男女計304.3千円（年齢42.5歳、勤続12.1年）、男性335.5千円（年齢43.3歳、勤続13.5年）、女性246.1千円（年齢41.1歳、勤続9.4年）となっている。賃金を前年と比べると、男女計及び男性では0.1％増加、女性では0.6％増加となっている。女性の賃金は過去最高となっており、男女間賃金格差（男性＝100）は、比較可能な昭和51年調査以降で過去最小の73.4となっている。
雇用者女性の半数以上は非正規雇用であり、出産・育児期に就業率が低下する「M字カーブ」が顕著なことが男女差として現れている。

## 各国の男女賃金差

### Save the Children State of the World's Mothers report

en:Save the Children State of the World's Mothers reportによる女性の賃金割合（％）。それぞれの色が男性の平均賃金の5%を表す

International Save the Children Alliance は毎年en:Save the Children State of the World's Mothers reportを公表し、母親と子供の健康状態について統計を行っている。